# Rio Sadole
Il rio Sadole è un corso d'acqua del comune di Ziano di Fiemme, affluente di sinistra dell'Avisio. 

## Descrizione

### Origine, corso e foce
Nasce sulla Catena del Lagorai presso il Passo Sadole (2066 m) in località Pian del Maseron al cospetto delle cime Castel de le Aie e Cauriol. Incide l'omonima valle in direzione nord raccogliendo le acque di numerosi piccoli ruscelli.
Giunto a quota 1435 m in località Tre Ponti riceve da destra il Ru de le Canal (proveniente da Cima Cadinon). Quindi il Sadole piega in direzione nord-ovest e sfocia in Avisio a monte dell'abitato di Ziano, a quota 974 m.